# むろと (敷設艦)
むろと（ローマ字：JS Muroto, ARC-482）は、海上自衛隊の敷設艦。艦名は室戸岬に由来し、旧海軍の給炭艦「室戸」に続き日本の艦艇としては2代目。同型艦はない。

## 概要
老朽化した敷設艦「つがる」（ARC-481）の代替艦として昭和52年に計画された。先代と同じく、基地や港湾、戦略海域等に水中聴音監視装置を敷設することを主任務とする。長距離敷設作業に対応するため艦尾に敷設装置が初めて設けられた。これによりトロール網等に代表される底引き網漁業で海底ケーブルが切断されやすい従来式の剥き出し敷設ではなく泥中埋設式を可能にした。
艦首と艦尾にシーブを有し、艦内に大きなケーブルタンクを設けており、ケーブルエンジンを介してケーブル敷設を行なう。敷設作業時は繊細な操艦が求められるため推進器は可変ピッチフロペラで、艦首と艦尾にはサイドスラスターが装備されている。
他にも海洋観測装置も充実し、精密測深儀、採泥、採水器、測温計、衛星航法装置、オメガ航法、ロランCなどの航法支援装置を装備し、中央管制室に置かれ集中制御がなされルート監視を行なう。
全体の艦型は電電公社の海底ケーブル敷設船「黒潮丸」に類似しており、本艦の設計の参考にしているとされる。

## 艦歴
「むろと」は、昭和52年度計画4,500トン型敷設艦1002号艦として、三菱重工業下関造船所で1978年11月28日に起工され、1979年7月25日に進水、1980年3月27日に就役し、海洋業務群に編入、呉に配備された。
後継艦の「むろと」（2代目:ARC-483）の就役を待たず、2012年4月4日に退役した。

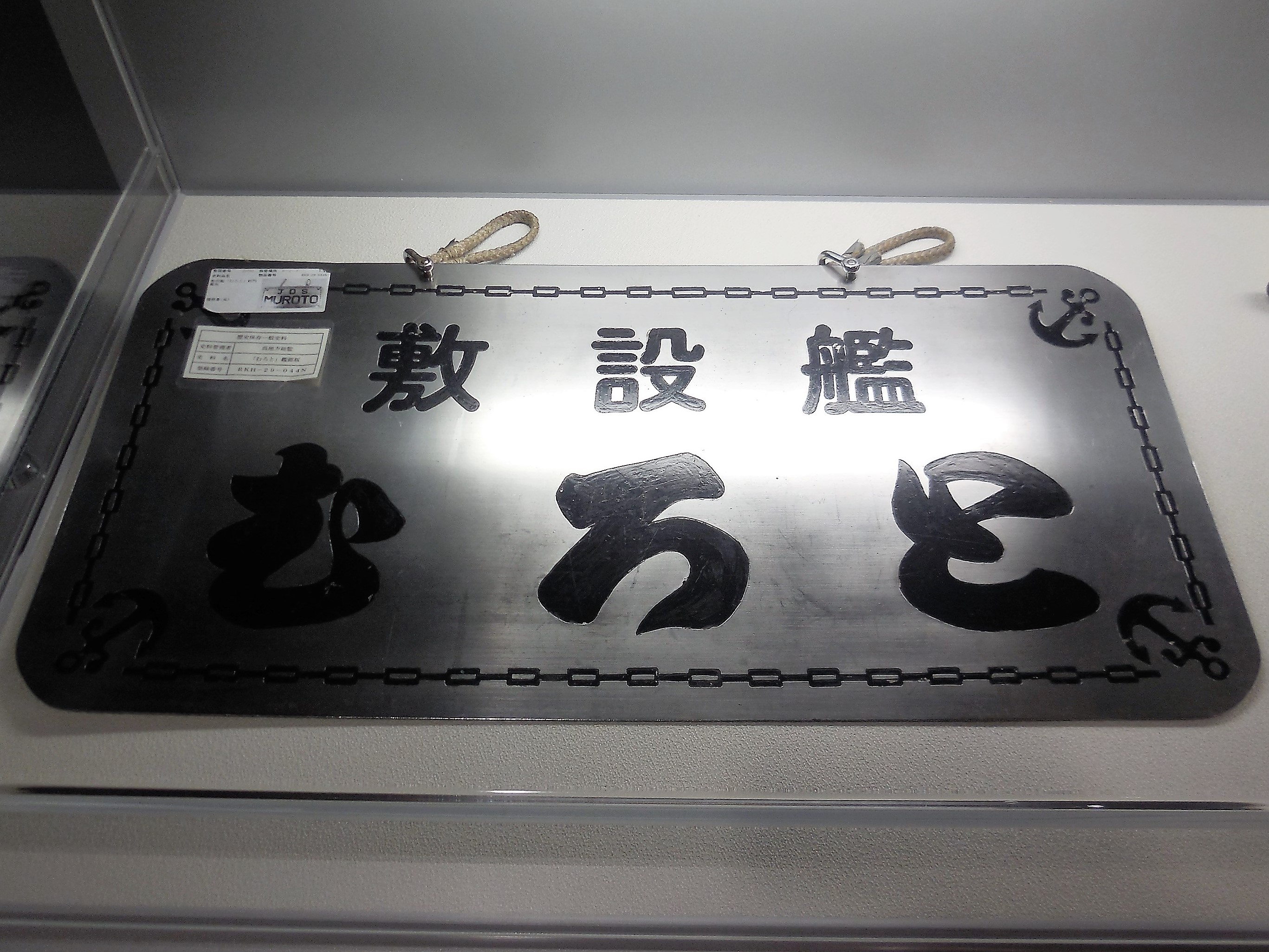
銘板
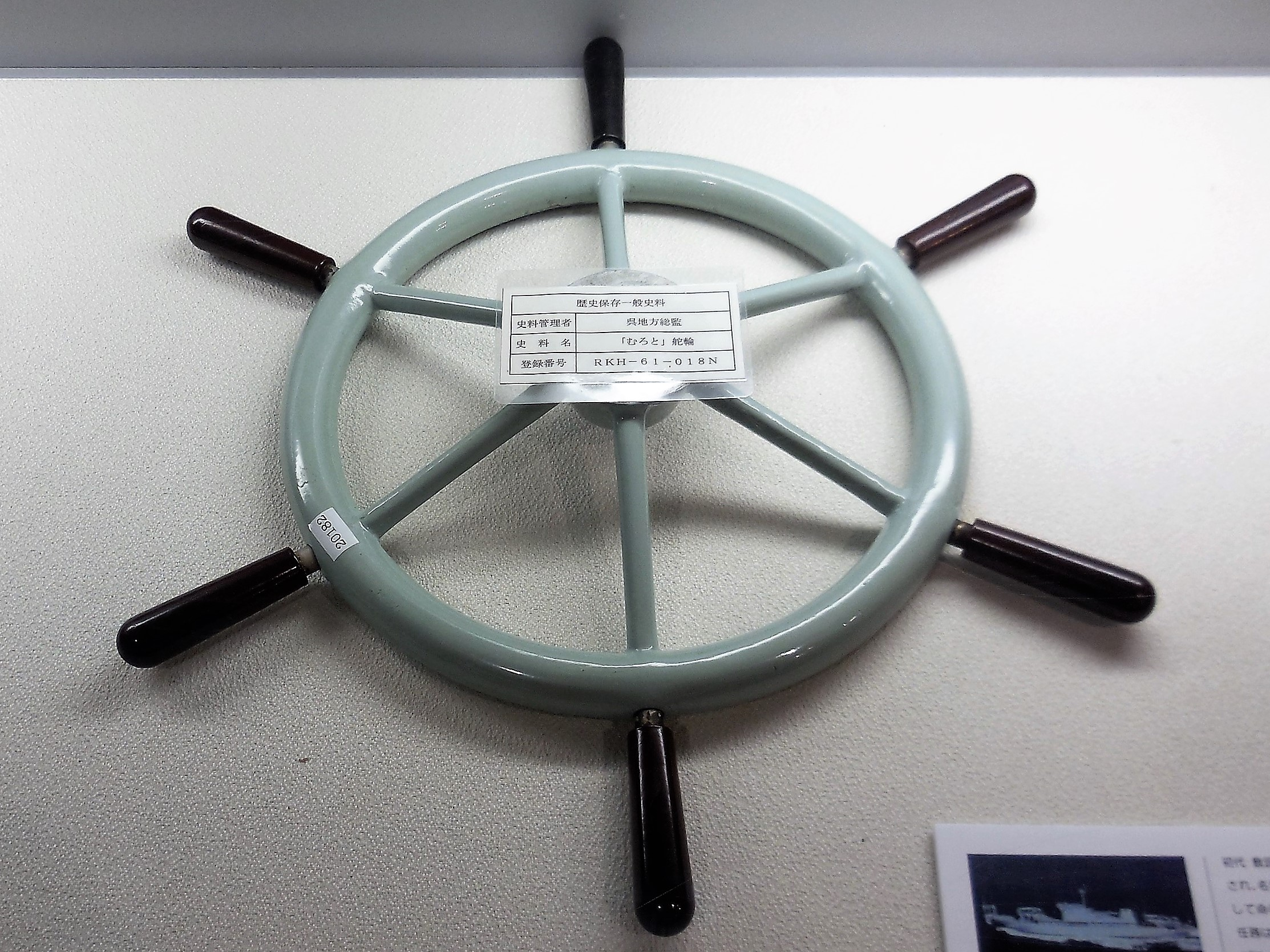
舵輪
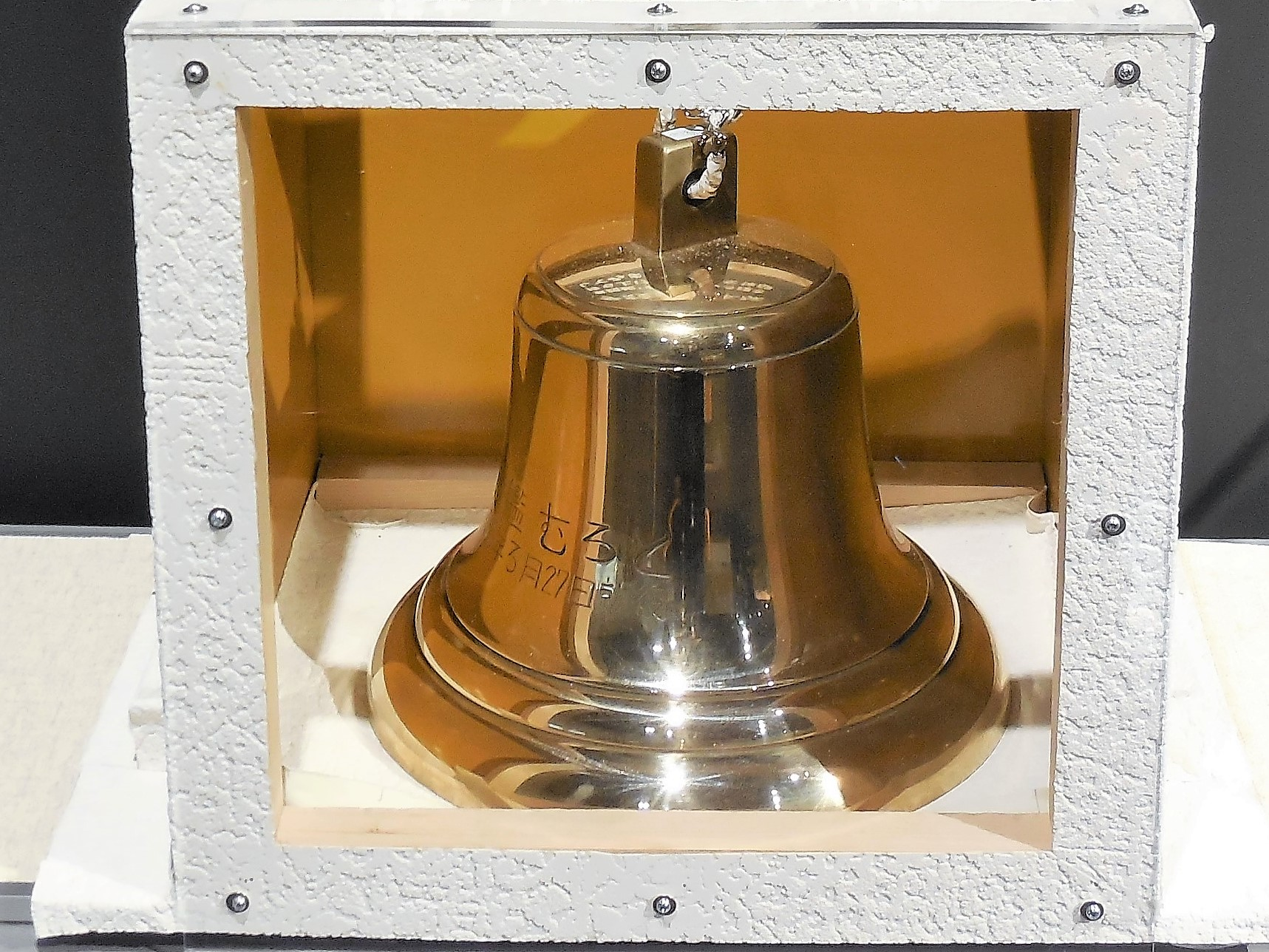
号鐘
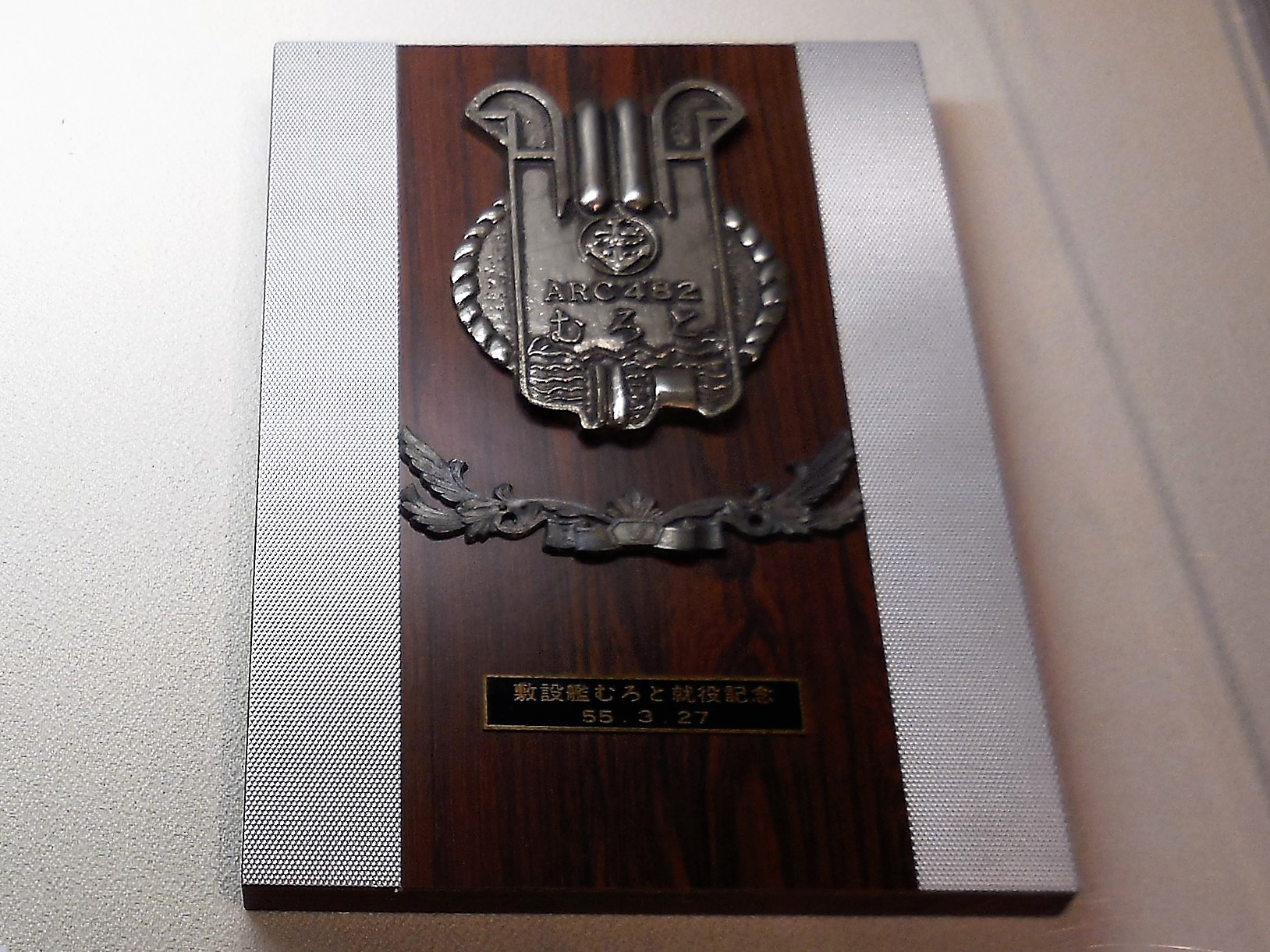
就役記念盾